# Camponotus equus
Camponotus equus é uma espécie de inseto do gênero Camponotus, pertencente à família Formicidae.